# (671468) 2014 LQ28
(671468) 2014 LQ28 est un objet transneptunien binaire faisant partie des cubewanos.

## Caractéristiques
(671468) 2014 LQ28 est un transneptunien faisant partie des cubewanos, de magnitude absolue 5.84.
Un satellite a été découvert en 2014, son diamètre serait légèrement inférieur au primaire et orbite à environ 32 900 km de distance,. L'objet pourrait être qualifié de transneptunien double.